# U-9 (Kriegsmarine)
U-9 je bila nemška vojaška podmornica Kriegsmarine, ki je bila dejavna med drugo svetovno vojno.

## Zgodovina
Njena kobilica je bila položena 8. aprila 1935 v ladjedelnici Germaniawerft (Kiel). 
30. julija istega leta je bila splovljena in nato 21. avgusta sprejeta v uporabo; prvi poveljnik je bil Kapitanporočnik Hans-Günther Looff.
Med drugo svetovno vojno je opravila 19 patrulj, med katerimi je potopila 8 ladij (17.221 BRT) in poškodovala še eno ladjo (412 BRT). Med njenimi žrtvami je bila tudi francoska obalna podmornica Doris.
20. avgusta 1944 je bila potopljena v Črnem morju. Leta 1945 so jo Sovjeti dvignili in prepeljali v Mikolajiv (tedaj Nikolajev). Tam je bila popravljena in še istega leta sprejeta v Sovjetsko vojno mornarico kot TS-16.
Zaradi nezanesljivosti so jo prenehali uporabljati in jo razrezali po 12. decembru 1946.

## Poveljniki
| Poveljniki |                 |                               |                                        |
| Št.        | Čin             | Ime                           | Poveljstvo                             |
| 1.         | Kapitan korvete | Hans-Günther Looff            | 21. avgust 1935 - 1. oktober 1937      |
| 2.         | v.d.            | Werner von Schmidt            | 30. september 1935 - 1. oktober 1937   |
| 3.         | Kapitanporočnik | Ludwig Mathes                 | 1. oktober 1937 - 18. september 1939   |
| 4.         | ?               | Max-Martin Schulte            | 19. september 1939 - 29. december 1939 |
| 5.         | Nadporočnik     | Wolfgang Lüth                 | 30. december 1939 - 10. junij 1940     |
| 6.         | ?               | Wolfgang Kaufmann             | 11. junij 1940 - 20. oktober 1940      |
| 7.         | Kapitanporočnik | Joachim Deecke                | 21. oktober 1940 - 8. junij 1941       |
| 8.         | Kapitanporočnik | Hans-Joachim Schmidt-Weichert | 2. julij 1941 - 30. april 1942         |
| 9.         | Kapitanporočnik | Hans-Joachim Schmidt-Weichert | 28. oktober 1942 - 15. september 1943  |
| 10.        | Nadporočnik     | Heinrich Klapdor              | 16. september 1943 - 20. avgust 1944   |
| 11.        | Nadporočnik     | Martin Landt-Hayen            | 5. april 1944 - 6. april 1944          |
| 12.        | Kapitanporočnik | Klaus Petersen                | 7. april 1944 - junij 1944             |

## Tehnični podatki
| Kategorije                                    | Podatki         |
| --------------------------------------------- | --------------- |
| Teža (t): na površju pod površjem polna Teža  | 279 328 414     |
| Dolžina (m) - tlačni trup (m)                 | 42,70 - 28,20   |
| Širina (m) - tlačni trup (m)                  | 4.08 - 4,00     |
| Izpodriv (m)                                  | 3,90 m          |
| Višina (m)                                    | 8,60            |
| Moč (hp): na površju pod podvršjem            | 700 360         |
| Hitrost (vozlov): na površju pod podvršjem    | 13,0 7,0        |
| Doseg (milja/vozel): na površju pod podvršjem | 3100/8 43/4     |
| Torpeda/Torpedne cevi                         | 5/3 (na premcu) |
| Mine                                          | 12 TMA          |
| Posadka                                       | 22-24           |
| Maksimalni potop (m)                          | 150             |

## Potopljene ladje
| Datum            | Ime                              | Država              | Tonaža    | Usoda       |
| ---------------- | -------------------------------- | ------------------- | --------- | ----------- |
| 18. januar 1940  | Flandria (trgovska ladja)        | Švedska             | 1.179 BRT | potopljena  |
| 19. januar 1940  | Patria (trgovska ladja)          | Švedska             | 1.188 BRT | potopljena  |
| 11. februar 1940 | Linda (trgovska ladja)           | Estonija            | 1.213 BRT | potopljena  |
| 4. maj 1940      | San Tiburcio (tanker)            | Združeno kraljestvo | 5.995 BRT | potopljena  |
| 9. maj 1940      | Doris (Q 135) (podmornica)       | Francija            | 552 BRT   | potopljena  |
| 11. maj 1940     | Tringa (trgovska ladja)          | Združeno kraljestvo | 1.930 BRT | potopljena  |
| 11. maj 1940     | Viiu (trgovska ladja)            | Estonija            | 1.908 BRT | potopljena  |
| 23. maj 1940     | Sigurd Faulbaum (trgovska ladja) | Belgija             | 3.256 BRT | potopljena  |
| 11. maj 1944     | Shtorm (torpedni čoln)           | Sovjetska zveza     | 412 BRT   | poškodovana |